# Sprungtemperatur
Als Sprungtemperatur oder kritische Temperatur ({\displaystyle T_{\mathrm {c} }}) (Engl. transition temperature oder critical temperature) bezeichnet man die Temperatur, unterhalb der ein System von quantenmechanischen Effekten dominiert wird. Insbesondere gelten in diesen Bereichen die bekannten quantenmechanischen Statistiken, die Bose-Einstein-Statistik und die Fermi-Dirac-Statistik. 
Sie ist nicht mit der Temperatur am Kritischen Punkt zu verwechseln, einem völlig anderen Phänomen der klassischen Thermodynamik oder der Curie-Temperatur {\displaystyle T_{C}}, ebenfalls ein quantenmechanisches Phänomen mit vielen Gemeinsamkeiten.
Unterhalb dieser Temperatur sind die das System formenden Konstituenten delokalisiert, das heißt, es liegt ein makroskopischer Quantenzustand vor. Anschaulich kann man sich das so vorstellen, dass die Ausdehnung der einzelnen Wellenpakete mit abnehmender Temperatur so groß wird, dass sie sich gegenseitig „überlappen“ und somit nicht mehr unterscheidbar sind.
Derartige makroskopische Quantenzustände sind Supraleitung und Supraflüssigkeit sowie der allgemeinere Fall eines Bose-Einstein-Kondensats.

## Geschichte
Am 8. April 1911 machte Heike Kamerlingh Onnes  bei Experimenten mit flüssigem Helium die Entdeckung, dass beim Unterschreiten einer Temperatur von 4,183 K, knapp unterhalb des Siedepunkts von Helium bei Normaldruck bei 4,222 K, in Quecksilber der Widerstand für elektrischen Strom schlagartig verschwindet. Damit hatte Kamerlingh Onnes einerseits die Supraleitung und andererseits die damit in Zusammenhang stehende Sprungtemperatur entdeckt. Seine Forschungen der Eigenschaften von Materie bei tiefen Temperaturen wurden 1913 mit dem Nobelpreis für Physik ausgezeichnet. 

## Beispiele

### Sprungtemperatur des Übergangs zur Suprafluidität
Es gibt nur zwei Supraflüssigkeiten, die im Labor darstellbar sind. Es sind die beiden stabilen Isotope von Helium.
| Supraflüssigkeit | Sprungtemperatur {\displaystyle T_{\mathrm {c} }} |
| ---------------- | ------------------------------------------------- |
| Helium-4 (4He)   | 2,176 8 K                                         |
| Helium-3 (3He)   | 0,002 6 K                                         |

Die Sprungtemperatur von Helium-3 ist drei Größenordnungen geringer als die von Helium-4, da sich im Fall von Helium-3 zwei Heliumatome zu einem Cooper-Paar zusammenfinden müssen. Ein solches Paar wird bei höheren Temperaturen durch Phononen aufgebrochen.

### Sprungtemperatur des Übergangs zur Supraleitung
Elemente haben bei Normaldruck Sprungtemperaturen von bis zu 9,25 K (Niob), in Hochdruckexperimenten wurden bis zu 20 K (Lithium, 50 GPa) nachgewiesen. Eine Übersicht über die Sprungtemperaturen bietet die Liste der Sprungtemperaturen chemischer Elemente.
Es wurden Verbindungen und Legierungen mit Sprungtemperaturen bis zu 39 K gefunden. 
Speziellen Keramiken, sogenannten Hochtemperatursupraleitern, weisen sogar Sprungtemperaturen bis zu 138 K auf.
Hochdruckmodifikationen (meist im Bereich des millionenfachen Normaldrucks) können noch höhere Sprungtemperaturen aufweisen.

## Berechnung der Sprungtemperatur
Die Konstituenten eines Systems sind genau dann delokalisiert, wenn ihre thermische (De-Broglie-)Wellenlänge {\displaystyle \lambda _{\mathrm {deBroglie} }} größer wird als der mittlere Abstand d.
Die De-Broglie-Wellenlänge eines Teilchens mit dem Impuls p und der kinetischen Energie {\displaystyle E_{\mathrm {kin} }=p^{2}/(2m)} ist gegeben durch:
{\displaystyle \lambda _{\mathrm {deBroglie} }={\frac {h}{p}}={\frac {h}{\sqrt {2m\,E_{\mathrm {kin} }}}}}
Unter der vereinfachten Annahme {\displaystyle E_{\mathrm {kin} }=k_{B}\,T} ergibt sich somit:
{\displaystyle \lambda _{\mathrm {deBroglie} }={\frac {h}{\sqrt {2m\,k_{B}\,T}}}}
Der mittlere Abstand d ergibt sich aus der Teilchenzahldichte n wie folgt:
{\displaystyle d=n^{-1/3}}
Die Sprungtemperatur stellt gerade den kritischen Grenzfall {\displaystyle \lambda _{\mathrm {deBroglie} }=d} dar. Gleichsetzung der beiden Ausdrücke und Auflösung nach der Sprungtemperatur liefert:
{\displaystyle T_{\mathrm {c} }={\frac {\ h^{2}\,n^{2/3}}{2k_{B}\,m}}}